# Jim Lorentz
James Peter „Jim“ Lorentz junior (* 1. Mai 1947 in Waterloo, Ontario) ist ein ehemaliger kanadischer Eishockeyspieler und Sportkommentator, der im Verlauf seiner aktiven Karriere zwischen 1964 und 1978 unter anderem 713 Spiele für die Boston Bruins, St. Louis Blues, New York Rangers und Buffalo Sabres in der National Hockey League (NHL) auf der Position des Centers bestritten hat. Seinen größten Karriereerfolg feierte Lorentz, der im Jahr 1977 mit dem Charlie Conacher Humanitarian Award der NHL ausgezeichnet wurde, in Diensten der Boston Bruins mit dem Gewinn des Stanley Cups im Jahr 1970. Sein Enkel Steven Lorentz ist ebenfalls professioneller Eishockeyspieler.

## Karriere
Lorentz verbrachte zwischen 1964 und 1967 eine überaus erfolgreiche Juniorenzeit bei den Niagara Falls Flyers in der Ontario Hockey Association (OHA). Gleich in seiner Rookiesaison gewann der Stürmer mit dem Team das Double aus J. Ross Robertson Cup der OHA und dem prestigeträchtigen Memorial Cup des Dachverbands Canadian Hockey League. In den 24 Ausscheidungsspielen der OHA-Playoffs und des Memorial-Cup-Turniers steuerte er ebenso viele Scorerpunkte zu den Titelgewinnen bei. Nach einem schwächeren zweiten Jahr in der Liga empfahl sich Lorentz mit 113 Punkten in 61 Einsätzen in der Saison 1966/67 nachhaltig für eine Profikarriere.
Im Sommer 1967 wechselte der 20-Jährige als Mitglied der Boston Bruins aus der National Hockey League (NHL) in den Profibereich. Er kam in den folgenden zwei Spielzeiten zunächst ausschließlich bei Bostons Farmteam, den Oklahoma City Blazers, in der Central (Professional) Hockey League (CHL) zu Einsätzen. In seinem ersten Jahr in der damaligen CPHL konnte der Liganeuling in 70 Spielen 83 Punkte sammeln. Damit belegte er hinter Ron Ward den zweiten Platz in der Scorerwertung und wurde als CPHL Rookie of the Year ausgezeichnet sowie ins First All-Star Team berufen. Im folgenden Jahr verbesserte er sich noch einmal um 18 Punkte, womit er sich – neben einer erneuten Wahl ins First All-Star Team – auch den CHL Leading Top Scorer Award und den CHL Most Valuable Player Award sicherte. Zum Ende der Spielzeit 1968/69 wurde er aufgrund seiner Leistungen in der CHL schließlich mit seinem NHL-Debüt im Trikot der Boston Bruins belohnt, für die er in diesem Spieljahr elf Partien bestritt. Zum Beginn der Saison 1969/70 war das junge Talent dann Stammspieler der vierten Angriffsreihe im Aufgebot der Bruins. Mit ihnen gewann er am Ende der Stanley-Cup-Playoffs 1970 durch ein 4:0 in der Finalserie gegen die St. Louis Blues die gleichnamige Trophäe.
Trotz des Erfolgs trennten sich die Bruins nur wenige Wochen später von Lorentz und transferierten ihn im Tausch für ein Erstrunden-Wahlrecht im NHL Amateur Draft 1970 zu den St. Louis Blues. Bei den Blues gelang dem Kanadier zwar der Sprung zum Stammspieler, jedoch erfüllte er mit 40 Punkten in 76 Spielen, die in ihn gesetzten Erwartungen nicht. Nachdem er schließlich zum Beginn der Saison 1971/72 in seinen ersten zwölf Einsätzen nur ein Tor vorbereitet hatte, wurde er im November 1971 gemeinsam mit Gene Carr und Wayne Connelly zu den New York Rangers transferiert, die im Gegenzug Jack Egers, André Dupont und Mike Murphy nach St. Louis abgaben. Das Trikot der Rangers trug Lorentz über den Zeitraum der folgenden zwei lediglich siebenmal, ehe er abermals zu einem anderen Franchise geschickt wurde. Diesmal sicherten sich die Buffalo Sabres für ein Zweitrunden-Wahlrecht im NHL Amateur Draft 1972 seine Dienste.
In Buffalo fand der Kanadier endlich eine sportliche Heimat und war dort insgesamt sechseinhalb Spielzeiten bis zum Ende der Spielzeit 1977/78 aktiv. In diesem Zeitraum entwickelte er sich zu einem konstanten Punktesammler, der in der Saison 1974/75 mit 70 Scorerpunkten einen Karrierebestwert aufstellte. Zudem steuerte er in den Stanley-Cup-Playoffs 1975, in deren Verlauf die Sabres die Finalserie um Stanley Cup erreichten, weitere zehn Punkte bei. Im Jahr 1977 wurde der 30-Jährige für sein soziales und gesellschaftliches Engagement mit dem Charlie Conacher Humanitarian Award ausgezeichnet. Ein Jahr später beendete der Mittelstürmer seine aktive Karriere, nachdem seine Offensivausbeute in den vorangegangenen Jahren stark zurückgegangen war. Anschließend arbeitete er 27 Jahre lang als Kommentator bei den Live-Übertragungen der Sabres-Spiele. Im Jahr 2011 wurde er mit der Aufnahme in die Greater Buffalo Sports Hall of Fame für seine Verdienste für das Eishockey in und um die Stadt Buffalo ausgezeichnet.

## Erfolge und Auszeichnungen
| - 1965 J.-Ross-Robertson-Cup-Gewinn mit den Niagara Falls Flyers - 1965 Memorial-Cup-Gewinn mit den Niagara Falls Flyers - 1968 CPHL Rookie of the Year - 1968 CPHL First All-Star Team - 1969 CHL Leading Top Scorer | - 1969 CHL Most Valuable Player Award - 1969 CHL First All-Star Team - 1970 Stanley-Cup-Gewinn mit den Boston Bruins - 1977 Charlie Conacher Humanitarian Award - 2011 Aufnahme in die Greater Buffalo Sports Hall of Fame |

## Karrierestatistik
(Legende zur Spielerstatistik: Sp oder GP = absolvierte Spiele; T oder G = erzielte Tore; V oder A = erzielte Assists; Pkt oder Pts = erzielte Scorerpunkte; SM oder PIM = erhaltene Strafminuten; +/− = Plus/Minus-Bilanz; PP = erzielte Überzahltore; SH = erzielte Unterzahltore; GW = erzielte Siegtore; 1 Play-downs/Relegation; Kursiv: Statistik nicht vollständig)